# مریلند داو
مریلند داو (به انگلیسی: Maryland Dove) یک کشتی است. این کشتی در سال ۱۹۷۸ ساخته شد.